# Palácio de Buenavista (Madrid)
O Palácio de Buenavista é um grande palácio urbano de Madrid, localizado dentro de um perímetro murado em um promontório ajardinado na Praça de Cibeles, em frente à sededo Banco de Espanha. Atualmente abriga o quartel-general do exército espanhol.

## História
O palácio original foi edificado em 1767 na fazenda real conhecida como Altillo de Buenavista. Depois de adquiri-la da família do rei da Espanha em 1769, Fernando de Silva y Álvarez de Toledo, 12o. duque de Alba de Tormes, encomendou a Ventura Rodríguez , em 1770, um projeto de reajardinamento em estilo francês, que não chegou a realizar-se.
Foi sua herdeira María del Pilar Teresa Cayetana de Silva Álvarez de Toledo, XIII duquesa de Alba, quem mandaou derrubar a edificação existente, ordnando em 1777 a Pedro de Arnal a construção do atual palácio, mais suntuoso e de acordo ao nível da Casa de Alba. Este idealizou um conjunto que sintetiza  esquemas franceses e italianos, com fachada urbana em direção ao norte. A duquesa viveu a maior parte de seu tempo no novo e belo palácio junto a seu marido o duque José Álvarez de Toledo.

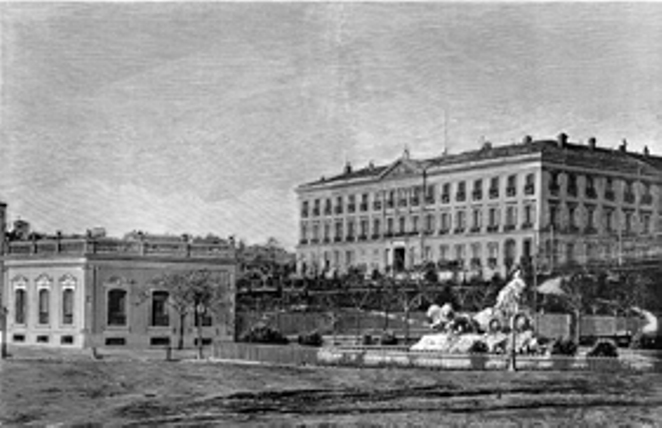
O Palácio de Buenavista, em uma gravação de 1880. Em primeiro plano, situa-se a Fuente de Cibeles, em sua localização original.

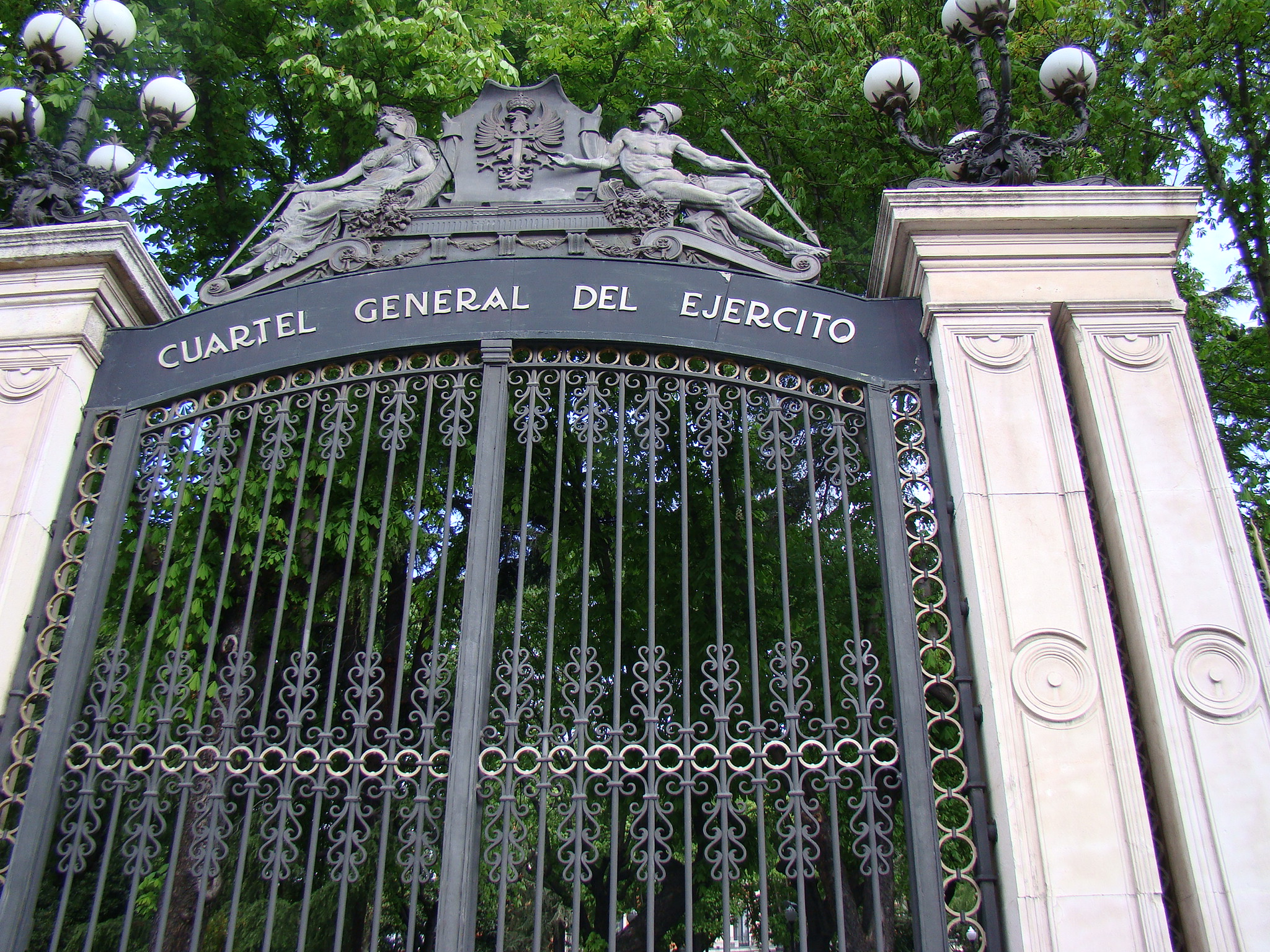
Porta dos jardins murados do Palácio de Buenavista, orientada em direção à calle Alcalá.

Nessa época, foram adicionadas ao palácio múltiplas pinturas dos maiores mestres: Vênus ao espelho, de Diego Velázquez (National Gallery de Londres), A Madonna de Alba de Rafael, que deve seu nomes precisamente aos duques de Alba, (National Gallery de Washington) e A Educação de Cupido de Correggio (National Gallery de Londres).
Entre 1795 y 1796, Buenavista sufreu dois incêndios que provocaram depois grandes reformas, como a supressão do corpo central de escadas e o desaparecimento de grande parte dos fundos bibliotecários que abrigava.
Após a morte, sem herdeiros, da 13a. duquesa de Alba, ocorrida no palácio em 1802, a Casa de Alba foi incorporada à Casa de Berwick. Porém, Buenavista foi desvinculado do patrimônio dos Alba, passando em 1807, por meio de expropriação, às mãos do primeiro  duque de Alcudia, Manuel Godoy. Quando este perdeu seu poder, a propriedade foi novamente expropriada, retornando à família real espanhola.
Em 22 de agosto de 1810, o rei José I Bonaparte decretou que "O Palácio de Buenavista fica destinado para o museu de pinturas, mandado estabelecer por nosso decreto de 20 de dezembre de 1809" . Por esta razão, entende-se que iria ser a sede de atual Museo do Prado, porém  após a partida de Bonaparte, edificou-se outro edificio para tal museu e este finalmente foi cedido ao exército. Converteu-se assim em sede do ministério de guerra da Espanha em 1847, empreendendo-se numerosas obras de reforma e ampliação, adicionando-se um quarto piso à sua altura.